# Leptura abdominalis
Leptura abdominalis là một loài bọ cánh cứng trong họ Cerambycidae.